# Olga Firsova
Olga Valerjevna Firsova (Russisch: Ольга Валерьевна Фирсова; meisjesnaam: Наймушина; Najmoesjina) (Krasnogorsk, 26 april 1979) is een Russisch professioneel basketbalspeelster die voor het nationaal team van Rusland speelde.

## Carrière
Firsova begon haar carrière in 2000 bij KK Čelje in Slovenië. Met die club werd ze Landskampioen van Slovenië in 2000. In 2001 ging ze naar Kozatsjka-ZAlK Zaporizja in Oekraïne. Hier werd ze twee keer Landskampioen van Oekraïne in 2001 en 2002. In 2003 verhuisde ze naar VBM-SGAU Samara. Met Samara werd ze twee keer Landskampioen van Rusland in 2004 en 2005. Ook werd ze Bekerwinnaar van Rusland in 2004. In 2005 won Firsova met VBM-SGAU Samara de finale van de EuroLeague Women. Ze speelde daarin tegen Gambrinus Brno uit Tsjechië en wonnen met 69-66. In 2005 stapte ze over naar UMMC Jekaterinenburg. Na één jaar ging ze spelen voor Dinamo Moskou. Met Dinamo won Firsova in 2007 de EuroCup Women. In de finale wonnen ze van CA Faenza uit Italië met 74-61 en 76-56. In 2008 stapte ze over naar Spartak Sint-Petersburg.

## Privé
Op 3 juni 2005 trouwde ze met Alexej Firsov.

## Erelijst
- Landskampioen Rusland: 2
  - Winnaar: 2004, 2005
  - Tweede: 2003, 2006
- Bekerwinnaar Rusland: 1
  - Winnaar: 2004
  - Runner-up: 2005, 2006, 2007
- Landskampioen Oekraïne: 2
  - Winnaar: 2001, 2002
- Landskampioen Slovenië: 1
  - Winnaar: 2000
- EuroLeague Women: 1
  - Winnaar: 2005
- EuroCup Women: 1
  - Winnaar: 2007
- FIBA Women's World League: 1
  - Winnaar: 2004
- Europees Kampioenschap: 1
  - Goud: 2003
  - Zilver: 2005